# VM (atomreaktor-család)
A VM (cirill betűkkel: ВМ) szovjet hajófedélzeti atomreaktor-család. A reaktorokat a Szovjet Haditengerészet atommeghajtású tengeralattjáróin alkalmazták. Nyomottvizes fissziós reaktor, az egyes változatainak hőteljesítménye 70–90 MW között mozgott.

## Története
A reaktort az 1950-es évek közepén fejlesztették ki Nyikolaj Dollezsal vezetésével a moszkvai NII–8 kutatóintézetben az első szovjet atommeghajtású tengeralattjáró-típus, a 627 Kit számára. Szárazföldi prototípusát első alkalommal 1956 márciusában aktiválták az obnyinszki atomerőműben. Az első ilyen reaktorral felszerelt hajót, a K–3 Lenyinszkij Komszomolt 1957-ben bocsátották vízre, majd 1958-ban helyezték üzembe.

## Változatok

### VM–A
Az atomreaktor első generációja, melyet a korai szovjet atomtengeralattjárókba párosával építve alkalmaztak. A 70 MW hőteljesítményű reaktort a 627 Kit, 658, 659 és 675-ös típusú tengeralattjárókon használták. A reaktorok főtőanyaga 21%-os dúsítású urán-235 volt.

### VM–4
A reaktortípus második, növelt teljesítményű generációja. Hőteljesítménye 90 MW. Az alaptípushoz hasonlóan 21%-os dúsítású urán-235-t használ. A reaktorokat a 667A Navaga és 667AM Navaga–M típusú hajókban alkalmazták párosával (két reaktor alkotta a hajók OK–700 jelű hajtómű-rendszerét). A 667B típusú tengeralattjárón a VM–4–2, a 667BDRM típuson a VM–4SZG modernizált változatát használták. Két reaktor alkotta ezen hajók OK–300 jelzésű nukleárishajtómű-rendszerét. A 671-es típusú tengeralattjárón a reaktor 75 MW hőteljesítményű változatát használták (egy reaktort tartalmazott az OK–350 típusú hajtómű).

### VM–5
Növelt teljesítményű változat, hőteljesítménye 177 MW volt. Csak egy ilyen reaktort építette tengeralattjáróba, egy 661 típusú hajóba.

## Balesetek

### K–140
A K–140 jelzésű, 667AM típusú hajón modernizációs munkák folytak 1969-ben Szeverodvindszkben, amikor augusztus 27-én a bal oldali reaktor beindult. Az esemény következtében a reaktorteljesítmény a névleges érték tizennyolcszorosára, míg a nyomás a névleges nyomás négyszeresére szökött fel. A balesetet az okozta, hogy a szabályozórudakat mozgató szerkezet elektromos kábeleit hibásan kötötték be, majd a szabályozórudak felső pozícióba emelkedtek. A reaktor teljesítményének megnövekedése miatt megemelkedett a reaktor környezetében a radioaktív sugárzás szintje és megrongálódott a reaktormag. Radioaktív anyag a baleset során nem szabadult ki, a reaktort megjavították és újra üzembe helyezték. Az 1968-ban balesetet szenvedett reaktor 1971-ben újra meghibásodott. Ezért a hajó 1971-es nagyjavítása során a szeverodvinszki Zvjozdocska hajójavító üzemben a bal oldali reaktort kiemelték, majd 1972-ben elsüllyesztették a Kara-tengeren.

### K–320
1970. január 18-án a gorkiji Krasznoje Szormovo hajógyárban a még befejezetlen, a sólyán építés alatt álló 670 Szkat típusú, K–320 hadrendi számú hajón a reaktor első körének nyomáspróbáját végezték, amikor a reaktor váratlanul beindult (aktiválódott). A hirtelen megnövekedett nyomás hatására a reaktor teteje levált és radioaktív víz és gőz jutott a szabadba. Az üzemcsarnokban mintegy ezer ember dolgozott. Közülük többen kaptak jelentős sugárterhelést. Egy hét múlva három munkás meghalt. Az üzemcsarnok és a hajó sugármentesítése 1970 áprilisáig tartott.

### K–159
A szolgálatból már korábban kivont 627A típusú, K–159 hadrendi jelzésű tengeralattjárót a murmanszki Gremiha-öbölből vontatták szétbontásra a sznyezsogorszki Nyerpa üzembe, amikor a Kilgyin-sziget közelében 2003. augusztus 29-ről 30-ra virradóra elsüllyedt. A fedélzetén tartózkodó 10 fő közül kilenc meghalt. A tengeralattjáró benne a reaktorral 170 m-es (egyes források szerint 248 m-es) mélységben van.